# Тарах-Тарловський Кирило Миколайович
Кири́ло Микола́йович Та́рах-Тарло́вський (*1709 — †1784) — український релігійний та громадський діяч. «Друг і добродійник людства». Відомий і історії як Дикий піп, одна з найзагадковіших постатей 18 століття.
Вважається, що саме отець Кирило у 1744 році таємно повінчав Олексія Розумовського з російською імператрицею Єлизаветою Петрівною. Деякий час був особистим духівником імператорської невістки — німецької принцеси Софії (котра у Православ'ї стала Катериною Олексіївною, а згодом — імператрицею Катериною ІІ).
Зіграв визначну роль у процесі колонізації українського Півдня.

## Біографія

### Втеча у степ
|  | По указу Его Величества Государя Императора Петра Феодоровича Самодержца Всероссійскаго и прочая, и прочая. Объявитель сего находившійся въ бывшемъ лейбъ-компаніи корпусѣ при церкви священникъ Кириллъ Тарловскій, который, по имянному Его Императорскаго Величества Высочайшему указу, по упраздненіи оной церкви чрезъ военную коллегію присланъ въ Св. Правительствуюшій Синодъ, поданнымъ Св. Синоду прошеніемъ просилъ, о увольненіи его за болѣзнію оть всѣхъ мѣсть, а до выздо-ровленія и свободы отъ тѣхъ болѣзней, о дачѣ ему оть Св. Правительствующаго Синода указа, о житіи ему въ Санкть Петербургѣ, въ Бѣлоградской и Малороссійскихъ епархіяхъ свободно съ отправленіемъ священнодѣйствій, по указу Его Императорскаго Величества и по опредѣленію Св. Правительствующаго Синода велѣно ему священнику Кириллу Тарловскому, до освобожденія оть показанныхъ его болѣзней, въ Санкгь Петербургѣ и въ реченныхъ епархіяхъ, гдѣ онъ пожелаетъ, жительство имѣть позволитъ, а священнослуженіе отправлять сь вѣдома и дозволенія оныхъ мѣсть епархіальныхъ архіереемъ, и о томъ дать ему Тарловскому паспортъ; чего ради сей паспорть отъ Святѣйшаго Правительствующаго Синода ему священнику Тарловскому и данъ апрѣля 25 дня 1762 года. |